# The Accused (1988)
The Accused is een Canadese/Amerikaanse film uit 1988 van regisseur Jonathan Kaplan met in de hoofdrollen Jodie Foster en Kelly McGillis. De film gaat over een jonge vrouw die het slachtoffer wordt van een groepsverkrachting en over haar strijd om juridische erkenning. De film is gebaseerd op ware feiten en wel de groepsverkrachting van Cheryl Araujo in 1983 in Big Dan's Bar in New Bedford, Massachusetts.

## Verhaal
Sarah Tobias is niet het schoolvoorbeeld van een voorbeeldig meisje. Ze is grofgebekt, flirt met andere mannen, en houdt ervan bars te bezoeken, waar ze vaak uitdagend danst. Op een avond valt het oog van een groep dronken barbezoekers op Sarah. Sarah wordt vastgegrepen, half ontkleed en diverse malen verkracht door een aantal mannen, die op hun beurt worden opgehitst door hun vrienden. Hysterisch rent Sarah na afloop naakt door de straten. Ze wordt opgevangen en naar een ziekenhuis gebracht. Daar worden foto's gemaakt van haar verwondingen en wordt de politie gewaarschuwd. De volgende dag worden de daders gearresteerd. Een van hen is van rijke komaf en krijgt een dure advocaat. De advocaat stelt aan officier van justitie, Katryn Murphy, voor om tot een schikking te komen. Als zijn cliënt voor verkrachting veroordeeld wordt, krijgt deze nooit meer een baan. Hij stelt voor dat in ruil voor een volledige bekentenis, de eis wordt omgezet van verkrachting in 'roekeloos en gevaarlijk gedrag'. De straf die dan kan worden opgelegd is hooguit een jaar opsluiting met een mogelijkheid tot vroegtijdige invrijheidsstelling. Murphy weigert aanvankelijk, maar wordt door haar baas teruggefloten. Als Sarah hoort van de deal is ze woedend op Murphy. Ze is nu afgesneden van haar enige mogelijkheid om in de rechtszaal haar verhaal te vertellen en erkenning te krijgen voor het onrecht dat haar is aangedaan. Later wordt Sarah door een van de omstanders van de verkrachting aangesproken met seksueel intimiderende opmerkingen. De woedende Sarah ramt met haar auto in op de pick-up van de man en raakt gewond. Murphy begrijpt nu dat het onacceptabel is om de daders niet voor de daadwerkelijke misdaad te berechten. De drie verkrachters kan ze niet meer aanpakken, dus zoekt ze een andere mogelijkheid. Ze besluit om de omstanders aan te pakken die de verkrachters niet alleen hun gang lieten gaan, maar ze ook aanmoedigden. Drie mannen worden opgepakt en in staat van beschuldiging gesteld. Sarah is de belangrijkste getuige, maar de advocaten van de verdachten pakken haar zo hard aan dat het lijkt alsof ze de verkrachting heeft uitgelokt. De jury lijkt zich tegen Sarah Tobias te keren en heeft moeite met een uitspraak. Dan komt een vriend van een van de verkrachters naar voren die getuige was van de gebeurtenis. Uiteindelijk heeft hij de politie gebeld om de verkrachting aan te geven, maar anoniem. Zijn loyaliteit aan zijn vriend heeft hem er al die tijd van weerhouden een getuigenis af te leggen. Uiteindelijk spreekt zijn geweten en legt hij een belastende getuigenis af, waardoor de jury de mannen schuldig verklaart. 

## Rolverdeling
| Acteur               | Personage                       | Opmerkingen                          |
| -------------------- | ------------------------------- | ------------------------------------ |
| Jodie Foster         | Sarah Tobias                    | hoofdrol, gebaseerd op Cheryl Araujo |
| Kelly McGillis       | Kathryn Murphy                  | hoofdrol                             |
| Bernie Coulson       | Kenneth Joyce                   | bijrol                               |
| Leo Rossi            | Cliff 'Scorpion' Albrect        |                                      |
| Ann Hearn            | Sally Fraser                    |                                      |
| Carmen Argenziano    | Openbaar aanklager Paul Rudolph |                                      |
| Steve Antin          | Bob Joiner                      |                                      |
| Tom O'Brien          | Larry                           |                                      |
| Peter Van Norden     | Advocaat Paulsen                |                                      |
| Terry David Mulligan | Inspecteur Duncan               |                                      |
| Woody Brown          | Danny                           |                                      |
| Scott Paulin         | Advocaat Wainwright             |                                      |
| Kim Kondrashoff      | Kurt                            |                                      |
| Stephen E. Miller    | Polito                          |                                      |

## Achtergrond
De film is gebaseerd op de groepsverkrachting die Cheryl Araujo, een moeder van twee kinderen, heeft ondergaan. Araujo, die sigaretten ging kopen in een poolhal, werd verkracht door een aantal mannen en rende na afloop hysterisch en halfnaakt door de straten voor ze werd opgevangen door een groep studenten. De makers van de film baseerden het personage van Sarah Tobias losjes op Araujo. Het personage van Sarah Tobias in de film is echter veel meer een flirt dan Araujo. Araujo kwam alleen sigaretten halen, Tobias danst heel uitdagend in de bar. Hiermee werd door de filmmakers de nadruk gelegd op het gegeven dat een vrouw niet gelijk verkracht hoeft te worden als ze zich sexy kleedt of aandacht van mannen vraagt. De film laat zien wat de impact van seksueel geweld is op een mens. Tobias verandert van een vrolijke wat oppervlakkige flirt in een getraumatiseerde vrouw die haar haar afknipt en zich mannelijk gaat kleden, om maar niet weer het slachtoffer te worden van een verkrachting.

## Productie
Aanvankelijk was Jodie Foster niet in de race voor de rol van Sarah Tobias. De producenten hadden aanvankelijk Kelly McGillis in gedachten. Sigourney Weaver zou dan de rol van Kathryn Murphy, de officier van justitie, spelen. Toen McGillis die rol kreeg en Weaver het veld ruimde, kwam Kim Basinger in beeld. Basinger weigerde, waarna Molly Ringwald werd benaderd, maar ook die zag af van de rol. Jodie Foster, die aanvankelijk niet sexy genoeg werd gevonden voor de rol, deed auditie en werd ten slotte aangenomen. Voor McGillis waren de filmopnamen zwaar. In 1982 was ze in haar eigen huis mishandeld en verkracht. Dat ze de rol toch nam, kwam grotendeels omdat ze aandacht wilde vragen voor verkrachtingsslachtoffers. De film had een laag budget van 6 miljoen, maar zou ongeveer het vijfvoudige opbrengen.

### Boekadaptatie
- Deborah Chiel - The Accused (1988); Simon & Schuster.

## Prijzen
Jodie Foster kreeg een Oscar en een Golden Globe in de categorie Best Actress.